# Спинорог Пикассо
«Спинорог Пикассо» — кинофильм.

## Сюжет
Двойной агент Спинорог Пикассо убит в Париже двуличным злодеем Мигелем Ортисом. После этого Ортис начинает охоту на других сотрудников Агентства, причастных к смерти его брата. Агентство реагирует только с опозданием, посылая целую команду атлетически сложённых мужчин и прекрасных женщин остановить Ортиса. Фильм содержит обычную дозу стрельбы, романтики, гонок на самых разных транспортных средствах, включая одноместную лодку на воздушной подушке, и начинённых взрывчаткой игрушек.

## Интересные факты
- Среди исполнителей ролей в фильме сразу семь бывших моделей «Плейбоя»[1].